# Полтавское (Харьковская область)
Полтавское (укр. Полтавське) — село,
Царедаровский сельский совет,
Лозовский район,
Харьковская область, Украина.
Код КОАТУУ — 6323985502. Население по переписи 2001 года составляет 269 (125/144 м/ж) человек.

## Географическое положение
Село Полтавское находится на расстоянии в 2 км от сёл Барабашовка и Рубежное.
По селу протекает пересыхающий ручей с запрудами.

## Происхождение названия
Было основано жителями близлежащих сел: Украина и Полтавское, в связи с уменьшением численности жителей в селе Украина и для уменьшении разделяющего расстояния.

## История
- 1922 — дата основания.

## Объекты социальной сферы
- Школа.

## Достопримечательности
- Братская могила советских воинов. Похоронено 128 воинов.
- Памятный знак воинам-односельчанам. 1941—1945 гг.